# Нака (посёлок)
Нака (яп. 那賀町 Нака-тё:) — посёлок в Японии, находящийся в уезде Нака префектуры Токусима. Площадь посёлка составляет 694,86 км², население — 8438 человек (1 августа 2014), плотность населения — 12,14 чел./км².

## Географическое положение
Посёлок расположен на острове Сикоку в префектуре Токусима региона Сикоку. С ним граничат города Анан, Мима, Миёси, Аки, Ками, посёлки Кацуура, Камикацу, Камияма, Минами, Кайё и село Умадзи.

## Население
Население посёлка составляет 8438 человек (1 августа 2014), а плотность — 12,14 чел./км². Изменение численности населения с 1980 по 2005 годы:
| 1980 | 14 360 чел. |  |
| 1985 | 13 998 чел. |  |
| 1990 | 13 255 чел. |  |
| 1995 | 12 572 чел. |  |
| 2000 | 11 893 чел. |  |
| 2005 | 10 695 чел. |  |